# دريتون بيوتشمب (باكينجهامشير)
دريتون بيوتشمب (بالإنجليزية: Drayton Beauchamp)‏ هي قرية وأبرشية مدنية تقع في المملكة المتحدة في إنجلترا. يقدر عدد سكانها بـ 152 نسمة .